# Personal Ensign
Personal Ensign (1984-2010), est un cheval de course pur-sang. Membre du Hall of Fame des courses américaines, elle est demeurée invaincue tout au long de sa carrière avant de devenir une grande poulinière.

## Carrière de course
Les débuts de Personal Ensign, à l'automne 1986, ne passent pas inaperçus : la pouliche pulvérise l'opposition de près de 13 longueurs, en signant un temps canon. Les présentations sont faites et aussitôt seulement trois semaines plus tard elle défie quelques-unes des meilleures 2 ans américaines dans les Frizette Stakes. La course, finalement, se réduire comme peau de chagrin et, après deux non partantes, elles sont trois en piste. Et Personal Ensigne doit s'employer pour arracher une tête au poteau à Collins, qui raflera le mois suivant les Selima Stakes. Personal Ensign est alors la grande favorite de la Breeders' Cup Juvenile Fillies, mais elle doit y renoncer en raison d'une blessure et laisse le champ libre à Brave Raj, qui sera élue devant elle 2 ans de l'année 1986.
Cette blessure, qui nécessite une intervention chirurgicale, la tient éloignée des pistes durant presque une année, et c'est seulement en septembre de son année de 3 ans que Personal Ensign fait son retour, exclusivement sur l'hippodrome new-yorkais de Belmont Park. Un retour en force, pour quatre larges victoires, dont les Beldame Stakes, son deuxième groupe 1. En fin d'année, l'entourage de l'invincible pouliche décide de faire l'impasse sur la Breeders' Cup, ce qui la prive d'un titre de pouliche de 3 ans de l'année, lequel revient à la lauréate du Distaff, Sacahuista.
Et revoilà Personal Ensign en 1988, à 4 ans. Cette fois elle réalise enfin une saison complète, et vierge de toute défaite : 7 courses, 7 victoires dont 6 groupe 1. De plus, après avoir martyrisé ses consœurs, elle s'en prend aux mâles avec autant de succès, et c'est le champion Gulch, multiple vainqueur de groupe 1 et futur sprinter de l'année, qui en fait les frais dans le Whitney Handicap, ne s'approchant qu'à une longueur et demie de la championne. Mais le match le plus attendu est sans doute celui qui l'oppose à sa cadette Winning Colors dans les Maskette Stakes : celle-ci a en effet commis l'affront, le troisième seulement en plus d'un siècle après Regret en 1915 et Genuine Risk en 1980, de remporter le Kentucky Derby au nez et à la barbe des mâles. Winning Colors est coriace, elle finit à la hanche de Personal Ensign et méritera sa revanche. Elle aura lieu dans la Breeders' Cup Distaff, après que Personal Ensign se soit offert un doublé dans les Beldame Stakes. Il s'en faudra d'un petit nez cette fois, au bout d'une de ces luttes épiques qui soulèvent les foules, la course de l'année pour le New York Times, selon qui "on pourrait bien attendre encore 80 ans avant de revivre un moment aussi intense". Une lutte à laquelle vient se mêler une troisième championne, Goodbye Halo, si bien que ce sont trois juments qui finissent dans un mouchoir de poche. Mais pour un nez Personal Ensign conserve son invincibilité avant son entrée au haras.
Personal Ensign reçoit enfin un Eclipse Award, celui de la meilleure jument d'âge. Elle est admise au Hall of Fame des courses américaines en 1993 et figure à la 48e place dans la liste des 100 meilleurs chevaux de sport hippique américain du XXe siècle établie par le magazine The Blood-Horse, ce qui fait d'elle, si l'on se fie à ce classement, la quatrième meilleure pouliche américaine du siècle derrière Ruffian, Busher et Gallorette.

### Résumé de carrière
| Date         | Hippodrome      | Pays        | Course                | Statut      | Distance    | Jockey      | Place       | Écart       | Deuxième        |
| 1986, 2 ans  | 1986, 2 ans     | 1986, 2 ans | 1986, 2 ans           | 1986, 2 ans | 1986, 2 ans | 1986, 2 ans | 1986, 2 ans | 1986, 2 ans | 1986, 2 ans     |
| ------------ | --------------- | ----------- | --------------------- | ----------- | ----------- | ----------- | ----------- | ----------- | --------------- |
| 28 septembre | Belmont Park    | États-Unis  | Maiden                |             | 1 400 m     | R. Romero   | 1er / 7     | 12 3⁄4      | Gracefull Darby |
| 13 octobre   | Belmont Park    | États-Unis  | Frizette Stakes       | Gr. 1       | 1 600 m     | R. Romero   | 1er / 3     | tête        | Collins         |
| 1987, 3 ans  |                 |             |                       |             |             |             |             |             |                 |
| 6 septembre  | Belmont Park    | États-Unis  | Allowance             |             | 1 400 m     | J. Bailey   | 1er / 6     | 3 ⁄4        | Chic Shirine    |
| 24 septembre | Belmont Park    | États-Unis  | Allowance             |             | 1 600 m     | R. Romero   | 1er / 5     | 7 3⁄4       | Whita Twist     |
| 10 octobre   | Belmont Park    | États-Unis  | Rare Perfume Handicap | Gr. 2       | 1 600 m     | R. Romero   | 1er / 9     | 4 3⁄4       | One From Heaven |
| 18 octobre   | Belmont Park    | États-Unis  | Beldame Stakes        | Gr. 1       | 2 000 m     | R. Romero   | 1er / 10    | 2 1⁄4       | Coup de Fusil   |
| 1988, 4 ans  |                 |             |                       |             |             |             |             |             |                 |
| 15 mai       | Belmont Park    | États-Unis  | Shuvee Handicap       | Gr. 1       | 1 700 m     | R. Romero   | 1er / 6     | 1 3⁄4       | Clabber Girl    |
| 11 juin      | Belmont Park    | États-Unis  | Hempstead Handicap    | Gr. 1       | 1 800 m     | R. Romero   | 1er / 5     | 7           | Hometown Queen  |
| 4 juillet    | Monmouth Park   | États-Unis  | Molly Pitcher Stakes  | Gr. 2       | 1 700 m     | R. Romero   | 1er / 5     | 8           | Grecian Flight  |
| 6 août       | Saratoga        | États-Unis  | Whitney Handicap      | Gr. 1       | 1 800 m     | R. Romero   | 1er / 3     | 1 ⁄2        | Gulch           |
| 10 septembre | Belmont Park    | États-Unis  | Maskette Stakes       | Gr. 1       | 1 600 m     | R. Romero   | 1er / 4     | 3/4         | Winning Colors  |
| 16 octobre   | Belmont Park    | États-Unis  | Beldame Stakes        | Gr. 1       | 2 000 m     | R. Romero   | 1er / 5     | 5 1⁄2       | Classic Crown   |
| 5 novembre   | Churchill Downs | États-Unis  | Breeders' Cup Distaff | Gr. 1       | 1 800 m     | R. Romero   | 1er / 9     | nez         | Winning Colors  |

## Au haras
Personal Ensign n'en a pas fini de se couvrir de gloire, puisqu'elle devient une poulinière fantastique. De ses dix produits, un seul ne s'est pas produit en piste. Tous les autres ont performé ou se sont signalés au haras. Voici sa descendance : 
- Miners Mark (1990, par Mr. Prospector) : Jockey Club Gold Cup, Jim Dandy Stakes (Gr.2), Colin Stakes (Gr.3), 2e Dwyer Stakes (Gr.2), 3e Travers Stakes, Jim Beam Stakes (Gr.2). Étalon.
- Our Emblem (1991, par Mr. Prospector) : 2e Carter Handicap (Gr.1), Tom Fool Stakes (Gr.2), Forego Handicap (Gr.2). 3e Metropolitan Handicap, Vosburgh Stakes (Gr.1), Commonwealth Breeder's Cup (Gr.2). Étalon, père notamment du champion War Emblem vainqueur du Kentucky Derby et des Preakness Stakes.
- Pennant Champion (1992, par Mr. Prospector), mère de Baseball Champion (Wild Again), étalon aux Philippines.
- My Flag (1993, par Easy Goer) : Breeders' Cup Juvenile Fillies, Ashland Stakes (Gr.1), Coaching Club American Oaks (Gr.1), Gazelle Handicap (Gr.1), 3e Belmont Stakes. Mère de :
  - On Parade (Storm Cat) : 3e Valley Stream Stakes (Gr.3). Mère de 
    - Parading (Pulpit) : Dixie Stakes. (Gr.2), Ben Ali Stakes. (Gr.3), 2e Fayette Stakes (Gr.2)
    - Protesting (A.P. Indy) : 2e Demoiselle Stakes (Gr.2)

  - Storm Flag Flying (Storm Cat) : Breeders' Cup Juvenile Fillies, Matron Stakes (Gr.1), Frizette Stakes (Gr.1), Personal Ensign Handicap (Gr.1). 2 ans américaine de l'année en 2002.
- Proud and True (1994, par Mr. Prospector) : 3e Baltimore Breeders' Cup Handicap (Gr.3). Étalon.
- Traditionally (1997, par Mr. Prospector) : Oaklawn Handicap (Gr.1). Étalon.
- Possibility (2000, par A.P. Indy), mère de plusieurs vainqueurs.
- Salute (2002, par Unbridled) : 2e Demoiselle Stakes (Gr.2), 3e Tempted Stakes (Gr.3). Mère de : 
  - Mr. Speaker (Pulpit) : Belmont Derby Invitational Stakes (Gr.1), Commonwealth Cup Stakes (Gr.2), Lexington Stakes (Gr.3)
  - Fire Away (War Front) : Dixie Stakes (Gr.3), 3e Tampa Bay Stakes (Gr.3). Étalon en Afrique du Sud.
  - Vigilante's Way (Medaglia d'Oro) : Eatontown Stakes (Gr.3). 2e Gallorette Stakes (Gr.3).
- Title Seeker (2003, par Monarchos). Mère de :
  - Seeking The Title (Seeking The Gold) : Iowa Oaks (Gr.3), 2e Monmouth Oaks (Gr.3), 3e Gazelle Stakes (Gr.1), Fair Grounds Oaks (Gr.2).
  - Title Ready (More Than Ready) : Louisiana Stakes (Gr.3), 3e Fayette Stakes (Gr.2), Indiana Derby (Gr.3).
  - Perfect Title (Perfect Soul) : 3e River City Handicap (Gr.3)
- Baronial (2005, par Kingmambo). Étalon.

Libérée de ses devoirs de reproductrice, Personal Ensign achève ses jours dans son haras de Claiborne Farm où elle meurt à 26 ans, le 8 avril 2010.

## Origines
Personal Ensign est une fille de Private Account, vainqueur du Widener Handicap et du Gulfstream Park Handicap, troisième des Travers Stakes, puis excellent étalon à qui l'on doit une autre membre du Hall of Fame, Inside Information, mais aussi la Française East of The Moon, une fille de Miesque triple lauréate de groupe 1 (Poule d'Essai des Pouliches, Prix de Diane, Prix Jacques Le Marois) et grande poulinière.
Grecian Banner, sa mère, fut une excellente reproductrice puisque, un an avant Personal Ensign, elle donna un autre champion, Personal Flag, lui aussi par Private Account. Lauréat de deux groupe 1, le Widener Handicap et le Suburban Handicap, il a pris de nombreux accessits à ce niveau, dans la Jockey Club Gold Cup, le Brooklyn Handicap, le Haskell Invitational Handicap, les Woodward Stakes, les Travers Stakes et les Dwyer Stakes. L'un des meilleurs poulains de sa génération, il se classa aussi quatrième des Belmont Stakes. Private Colors, autre fruit de l'union Private Account/Grecian Banner, est la deuxième mère de Private Dreams, placé de groupe 2 au Japon, et la troisième mère de King Heart, champion des 2 ans en Slovaquie, Giacom, vainqueur de groupe 1 en Argentine, et Strong Suite, deuxième des Middle Park Stakes, troisième des Phoenix Stakes et du Prix Jean Prat.
Grecian Banner, qui ne gagna qu'une de ses six courses, était issue d'une championne argentine, Dorine, la meilleure pouliche de sa génération et la représentante d'une illustre famille argentine comptant de multiples vainqueurs classiques.

### Pedigree
| Origines de Personal Ensign (USA), jument baie, 1984 | Origines de Personal Ensign (USA), jument baie, 1984 | Origines de Personal Ensign (USA), jument baie, 1984 | Origines de Personal Ensign (USA), jument baie, 1984 |
| ---------------------------------------------------- | ---------------------------------------------------- | ---------------------------------------------------- | ---------------------------------------------------- |
| Père Private Account 1976                            | Damascus 1964                                        | Sword Dancer                                         | Sunglow                                              |
| Père Private Account 1976                            | Damascus 1964                                        | Sword Dancer                                         | Highland Fling                                       |
| Père Private Account 1976                            | Damascus 1964                                        | Kerala                                               | My Babu                                              |
| Père Private Account 1976                            | Damascus 1964                                        | Kerala                                               | Blade Of Time                                        |
| Père Private Account 1976                            | Numbered Account 1969                                | Buckpasser                                           | Tom Fool                                             |
| Père Private Account 1976                            | Numbered Account 1969                                | Buckpasser                                           | Busanda                                              |
| Père Private Account 1976                            | Numbered Account 1969                                | Intriguing                                           | Swaps                                                |
| Père Private Account 1976                            | Numbered Account 1969                                | Intriguing                                           | Glamour                                              |
| Mère Grecian Banner 1974                             | Hoist The Flag 1968                                  | Tom Rolfe                                            | Ribot                                                |
| Mère Grecian Banner 1974                             | Hoist The Flag 1968                                  | Tom Rolfe                                            | Pocahontas                                           |
| Mère Grecian Banner 1974                             | Hoist The Flag 1968                                  | Wavy Navy                                            | War Admiral                                          |
| Mère Grecian Banner 1974                             | Hoist The Flag 1968                                  | Wavy Navy                                            | Triomphe                                             |
| Mère Grecian Banner 1974                             | Dorine 1958                                          | Aristophanes                                         | Hyperion                                             |
| Mère Grecian Banner 1974                             | Dorine 1958                                          | Aristophanes                                         | Commotion                                            |
| Mère Grecian Banner 1974                             | Dorine 1958                                          | Doria                                                | Advocate                                             |
| Mère Grecian Banner 1974                             | Dorine 1958                                          | Doria                                                | Donatila (famille 6-a)                               |